# Томилин, Глеб Константинович
Глеб Константинович Томи́лин (1921—1995) — советский театральный режиссёр.

## Биография
Родился 25 октября 1921 года в городе Минеральные Воды (ныне Ставропольский край). 
Участник Великой Отечественной войны (1-я Кировская дивизия народного ополчения с 1941 года). Получил контузию. По окончании Смоленского артиллерийского училища командир взвода миномётчиков. 
После войны поступил в Ленинградский государственный театральный институт, который окончил в 1947 году (педагоги В. В. Меркурьев, И. В. Мейерхольд-Меркурьева, Л. Ф. Макарьев). 
В 1947—1958 годах работал в театрах Тюмени, Тобольска (1948—1949), Новосибирска, Новочеркасска, Бийска (1955—1958). В 1958 году основал Барнаульский ТЮЗ. С 1962 года главный режиссер в театрах Ленинабада, Уссурийска, Дзержинска (1970—1973).
В 1976—1984 годах главный режиссер Мичуринского драматического театра. 
Приглашались интересные режиссеры (Т. Н. Солошек, Н. Рябов, другие), в спектаклях Мичуринского театра играли московские артисты Т. И. Пельтцер, А. Миронов, В. С. Лановой. 
В 1986—1994 — основатель и художественный руководитель народного театра Плодоовощного института имени И. В. Мичурина. 
Автор пьесы «Шёлковая кисточка», литературно-драматических композиций о поэтах, воспоминаний о режиссере Ю. А. Завадском, статей о роли театра в провинции.
Умер 10 октября 1995 года. Похоронен в Мичуринске на Людмилинском кладбище. 
В фойе Мичуринского драмтеатра — мемориальная доска в честь Томилина. 
Жена — актриса Т. Ф. Николаева.

## Творчество
- «Святой и грешный» М. А. Ворфоломеева
- «Акселераты» Б. С. Ласкина
- «Ивушка неплакучая» М. Н. Алексеева
- «Клоп» В. В. Маяковского
- «Роковые яйца» М. А. Булгакова
- «Потоп 82» А. П. Штейна
- «Пенелопа» Б. М. Рацера и В. К. Константинова
- «Первый винокур» Л. Н. Толстого (первая постановка)
- «Тамбовская казначейша» М. Ю. Лермонтова (первая постановка)
- «Тёркин на том свете» А. Т. Твардовского
- «Разоблаченный чудотворец» Г. Филдинга
- «Когда цветет акация» Н. Г. Винникова
- «Любовь Ани Березко», «Огни в степи» В. И. Пистоленко
- «Деликатная операция» Г. И. Матвеева
- «Финист — ясный сокол» Н. Я. Шестакова
- «Сказка об Иване-царевиче, о земле родимой, о матушке любимой» В. М. Гольдфельда
- «Олеко Дундич» М. А. Каца, А. Г. Ржешевского
- «Телефонный звонок» Ф. Нотта
- «Иван Рыбаков» В. М. Гусева

## Награды и премии
- Государственная премия РСФСР имени К. С. Станиславского (1981) — за спектакль «Белый пожар» И. Г. Гладких в Мичуринском ТД Тамбовской области
- орден Отечественной войны II степени (6.4.1985)
- медали